# Recta proyectiva real

La recta proyectiva real puede ser modelada por la recta real proyectivamente extendida, que consiste en la recta real junto con un punto del infinito; es decir, la compactación en un punto de R

En geometría, la recta proyectiva real es la aplicación del concepto de recta proyectiva sobre los números reales. Es una extensión de la idea habitual de recta que se ha introducido históricamente para resolver un problema planteado por el dibujo en perspectiva: dos rectas paralelas no se cruzan, pero parecen cruzarse «en el infinito». Para solucionar este problema se han introducido puntos en el infinito, de forma que en un plano proyectivo real, dos líneas rectas proyectivas distintas se encuentran exactamente en un punto. El conjunto de estos puntos en el infinito, el «horizonte» de la perspectiva visual en el plano, es una verdadera recta proyectiva. Es el conjunto de direcciones que emanan de un observador situado en un punto cualquiera, con direcciones opuestas identificadas entre sí.
Un ejemplo de una recta proyectiva real es la recta real extendida proyectivamente, que a menudo se denomina "la" recta proyectiva.
Formalmente, una recta proyectiva real P(R) se define como el conjunto de todos los subespacios lineales unidimensionales de un espacio vectorial bidimensional sobre los números reales.
Los automorfismos de una recta proyectiva real se denominan transformaciones proyectivas, homografías o transformaciones fraccionarias lineales. Forman el grupo lineal proyectivo PGL(2, R). Cada elemento de PGL(2, R) puede ser definido por una matriz real no singular de 2×2, y dos matrices definen el mismo elemento de PGL(2, R) si una es el producto de la otra por un número real distinto de cero.
Topológicamente, las rectas proyectivas reales son homeomórficas a circunferencias. El análogo complejo de una recta proyectiva real es una recta proyectiva compleja; es decir, una esfera de Riemann.

## Definición
Los puntos de la recta proyectiva real suelen definirse como clases de equivalencia de una relación de equivalencia. El punto de partida es un espacio vectorial de dimensión 2, V, en el que se define V ∖ 0, una relación binaria v ~ w que se mantendrá cuando exista un número real distinto de cero t tal que v= tw. La definición de un espacio vectorial implica casi inmediatamente que se trata de una relación de equivalencia. Las clases de equivalencia son las líneas vectoriales de las que se ha eliminado el vector cero. La recta proyectiva real P(V) es el conjunto de todas las clases de equivalencia. Cada clase de equivalencia se considera como un solo punto o, en otras palabras, un «punto» se define como una clase de equivalencia.
Si se elige una base de V, esto equivale (identificando un vector con sus componentes) a identificar V con el producto directo R × R= R2, y la relación de equivalencia se convierte en (x, y) ~ (w, z) si existe un número real distinto de cero t tal que (x, y)= (tw, tz). En este caso, la recta proyectiva P(R2) se designa preferentemente como P1(R) o {\displaystyle \mathbb {R} \mathbb {P} ^{1}}.
La clase de equivalencia del par (x, y) se denota tradicionalmente como [x: y], recordando los dos puntos en la notación que, si y ≠ 0, la razón x : y es la misma para todos los elementos de la clase de equivalencia. Si un punto P es la clase de equivalencia [x: y] se dice que (x, y) es un par de coordenadas homogéneas de P.
Como P(V) se define a través de una relación de equivalencia, la clase de equivalencia de V a P(V) define una topología (la topología cociente) y una estructura diferencial en la recta proyectiva. Sin embargo, el hecho de que las clases de equivalencia no sean finitas genera algunas dificultades para definir la estructura diferencial. Estas dificultades se resuelven considerando V como un espacio euclídeo. El círculo de los vectores unitarios es, en el caso de R2, el conjunto de los vectores cuyas coordenadas satisfacen x2 + y2= 1. Este círculo corta cada clase de equivalencia en exactamente dos puntos opuestos. Por lo tanto, la recta proyectiva puede ser considerada como el espacio cociente del círculo por la relación de equivalencia tal que v ~ w si y solo si v= w o v= −w.

## Gráficos
La recta proyectiva es una variedad. Esto se puede ver en la construcción anterior a través de una relación de equivalencia, pero es más fácil de entender proporcionando un atlas que consta de dos cartas:
- Carta #1: {\displaystyle y\neq 0,\quad [x:y]\mapsto {\frac {x}{y}}}
- Carta #2: {\displaystyle x\neq 0,\quad [x:y]\mapsto {\frac {y}{x}}}

La relación de equivalencia establece que todos los representantes de una clase de equivalencia son enviados al mismo número real por una carta.
Cualquiera de los valores x o y puede ser cero, pero no ambos a la vez, por lo que se necesitan ambas cartas para recubrir la recta proyectiva. El atlas formado por estas dos cartas es el inverso multiplicativo. Como es una función diferenciable, e incluso un analítica (fuera de cero), la recta proyectiva real es tanto una variedad diferenciable como una variedad analítica.
La función inversa de la carta #1 es la carta
{\displaystyle x\mapsto [x:1].}
Define un embebido de la recta real en la recta proyectiva, cuyo complemento de la imagen es el punto [1: 0]. El par formado por este embebido y la recta proyectiva se denomina recta real extendida proyectivamente. Al identificar la recta real con su imagen mediante esta incrustación, se ve que la recta proyectiva puede considerarse como la unión de la recta real y el único punto [1: 0], llamado punto del infinito de la recta real extendida proyectivamente y denotado como ∞. Esta incrustación permite identificar el punto [x: y] ya sea con el número real xy si es y ≠ 0, o con ∞ en el otro caso.
La misma construcción se puede hacer con la otra carta. En este caso, el punto en el infinito es [0: 1]. Esto muestra que la noción de punto en el infinito no es intrínseca a la recta proyectiva real, sino que es relativa a la elección de una incrustación de la recta real en la recta proyectiva.

## Estructura
La recta proyectiva real es un rango proyectivo completo que se encuentra en el plano proyectivo real y en la recta proyectiva compleja. Su estructura es así heredada de estas superestructuras. La principal de estas estructuras es la relación armónica entre los puntos del rango proyectivo.
La recta proyectiva real posee un orden cíclico que extiende el orden habitual de los números reales.

## Automorfismos

### El grupo lineal proyectivo y su acción
La multiplicación matriz-vector define una acción a la izquierda de GL2(R) en el espacio R2 de vectores columna:
Explícitamente,
{\displaystyle {\begin{pmatrix}a&b\\c&d\end{pmatrix}}{\begin{pmatrix}x\\y\end{pmatrix}}={\begin{pmatrix}ax+by\\cx+dy\end{pmatrix}}.}
Dado que cada matriz en GL2(R) fija el vector cero y aplica vectores proporcionales a vectores proporcionales, existe una acción inducida de GL2(R) en P1(R): explícitamente,
{\displaystyle {\begin{pmatrix}a&b\\c&d\end{pmatrix}}[x:y]=[ax+by:cx+dy].}
Aquí y más adelante, la notación {\displaystyle [x:y]} para coordenadas homogéneas denota la clase de equivalencia de la matriz columna {\displaystyle \textstyle {\begin{pmatrix}x\\y\end{pmatrix}};}, que no debe confundirse con la matriz fila {\displaystyle [x\;y].}
Los elementos de GL2(R) que actúan trivialmente sobre P1(R) son los múltiplos escalares distintos de cero de la matriz identidad, que forman un subgrupo denominado R×. El grupo lineal proyectivo se define como el grupo cociente PGL2(R)= GL2(R)/R×. Por lo anterior, existe una acción fiel inducida de PGL2(R) sobre P1(R), de manera que el grupo PGL2(R) también puede denominarse grupo de automorfismos lineales de P1(R).

### Transformaciones fraccionarias lineales
Utilizando la identificación R ∪ ∞ → P1(R) enviando x a [x:1] y ∞ a [1:0], se obtiene una acción correspondiente de PGL2(R) sobre R ∪ ∞, que lo es en términos de transformaciones fraccionarias lineales explícitamente, ya que:
{\displaystyle {\begin{pmatrix}a&b\\c&d\end{pmatrix}}[x:1]=[ax+b:cx+d]\quad \mathrm {and} \quad {\begin{pmatrix}a&b\\c&d\end{pmatrix}}[1:0]=[a:c],}
la clase de {\displaystyle {\begin{pmatrix}a&b\\c&d\end{pmatrix}}} en PGL2(R) actúa como {\displaystyle x\mapsto {\frac {ax+b}{cx+d}}} y {\displaystyle \infty \mapsto {\frac {a}{c}}}, en el entendimiento de que cada fracción con denominador 0 debe interpretarse como ∞.

### Propiedades
- Dadas dos ternas ordenadas de puntos distintos en P1(R), existe un único elemento de PGL2(R) haciendo corresponder la primera terna con la segunda; es decir, la acción es agudamente 3-transitiva. Por ejemplo, la transformación fraccionaria lineal que asigna (0, 1, ∞)  a (−1, 0, 1) es la transformada de Cayley {\displaystyle x\mapsto {\frac {x-1}{x+1}}}.
- El estabilizador en PGL2(R) del punto ∞ es el grupo afín de la recta real, formada por las transformaciones {\displaystyle x\mapsto ax+b} para todo a ∈ R× y b ∈ R.